# Tul·lus Cleli
Tul·lus Cleli (llatí: Tullus Cloelius) va ser un ambaixador romà enviat a Fidenes l'any 438 aC.
Els habitants de la ciutat van matar-lo, juntament amb altres tres col·legues, Espuri Anti, Gai Fulcini, i Luci Rosci, a instigació de Lar Tolumni, rei de Veïs. Els quatre ambaixadors van tenir estàtues dedicades a la Rostra, a la ciutat de Roma. Ciceró l'anomena Tul·li Cluïli.